# El abrazo de amor de entre el Universo, la Tierra, yo, Diego y el señor Xólotl
El abrazo de amor del Universo, la Tierra (México), yo, Diego y el señor Xólotl es una obra de la pintora mexicana Frida Kahlo. Fue hecha en 1949 en óleo sobre masonita de 70 x 60.5 centímetros y en la Ciudad de México como parte de la colección de Jacques y Natasha Gelman.

## Descripción
El cuadro expone un autorretrato de Frida Kahlo mostrada de frente, ligeramente dispuesta hacia el extremo izquierdo superior. Tiene el rostro serio, lágrimas en los ojos, el cabello suelto y viste un vestido rojo de tehuana. Del costado izquierdo de su pecho brota un líquido rojo, probablemente sangre. Ella sostiene a una figura humana con el tamaño de un bebé que tiene el rostro de Diego Rivera desnudo, con un tercer ojo en la frente y quien sostiene una llama entre las manos. Una figura antropomorfa femenina rodea a ambos personajes, la cual tiene un rostro semejante al de Frida. En el pecho de ese personaje se forman grietas que derivan en uno de sus pechos, que derraman una gota blanquecina, probablemente leche materna. A la vera de dicha grieta hay un árbol ligeramente vencido hacia la izquierda. A los costados de esta figura hay vegetación desértica existente en México como nopales, magueyes y cactus, la cual es rodeada por una tercera figura antropomorfa femenina que compone el fondo con una disposición dual. A la izquierda la noche se fusiona con su figura y tiene una figura blanca, probablemente la luna. Las manos que nacen de la figura en este lado son morenas. Del lado derecho la figura se fusiona con el día, con una figura rojiza, probablemente el sol y las manos de la figura son blancas y verdosas. De ambos brazos de esta tercera figura nacen raíces hacia el extremo inferior. En la mano izquierda duerme el xoloitzcuintle de Frida Kahlo, "Señor Xólotl".

## Contexto
Esta obra fue pintada para su exposición en 1949 en el Salón de la Plástica Mexicana. Para entonces la pintora había adoptado plenamente en público un estilo de vida nacionalista notoriamente mostrado, entre otros elementos, en su vestimenta. Algo que Carlos Monsiváis llamó un "nacionalismo insólito" y Raquel Tibol consideró como "desafiante" para su época.

## Interpretaciones
El abrazo de amor... es citado como un ejemplo de la ambivalencia en el pensamiento de Frida, su relación fallida con la maternidad, la dependencia con Diego Rivera, así como una muestra de su identificación y mezcla con la cultura y la cosmogonía del México antiguo, particularmente en la creencia de lo dual en lo humano y lo divino: día/noche, frío/caliente, masculino/femenino.  Frida afirmó sobre Rivera que ella "quisiera siempre tenerlo en brazos como a un niño recién nacido", y en la obra aparece maternalmente cargando a un Rivera engendrado, con elementos que remiten a la tradición de la India. La composición simbólica es protegida tanto por una madre tierra arquetípica que rodea en su seno a ambos personajes protegido a su vez por el universo mostrado como una dualidad. El perro Señor Xólotl es interpretado como un símbolo de la muerte dormida, de la cual Frida está a salvo por la protección de las entidades descritas.  